# Hololeion
Hololeion là một chi thực vật có hoa trong họ Cúc (Asteraceae).

## Loài
Chi Hololeion gồm các loài: